# Schloss Merseburg

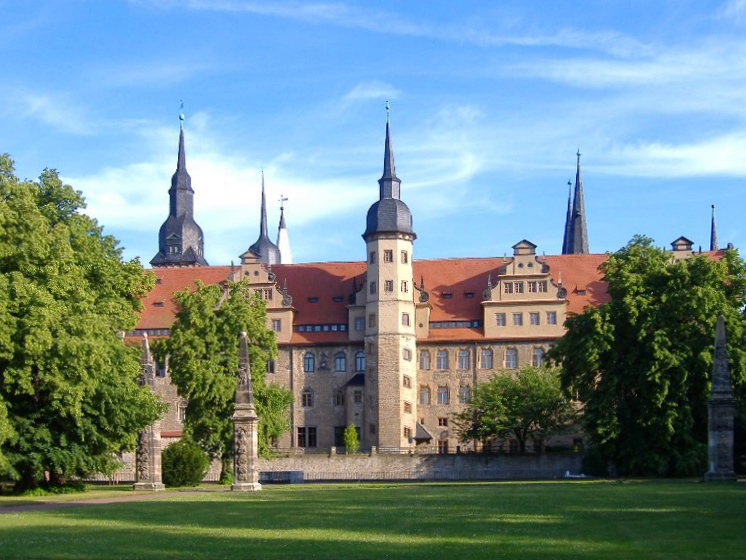
Schloss Merseburg

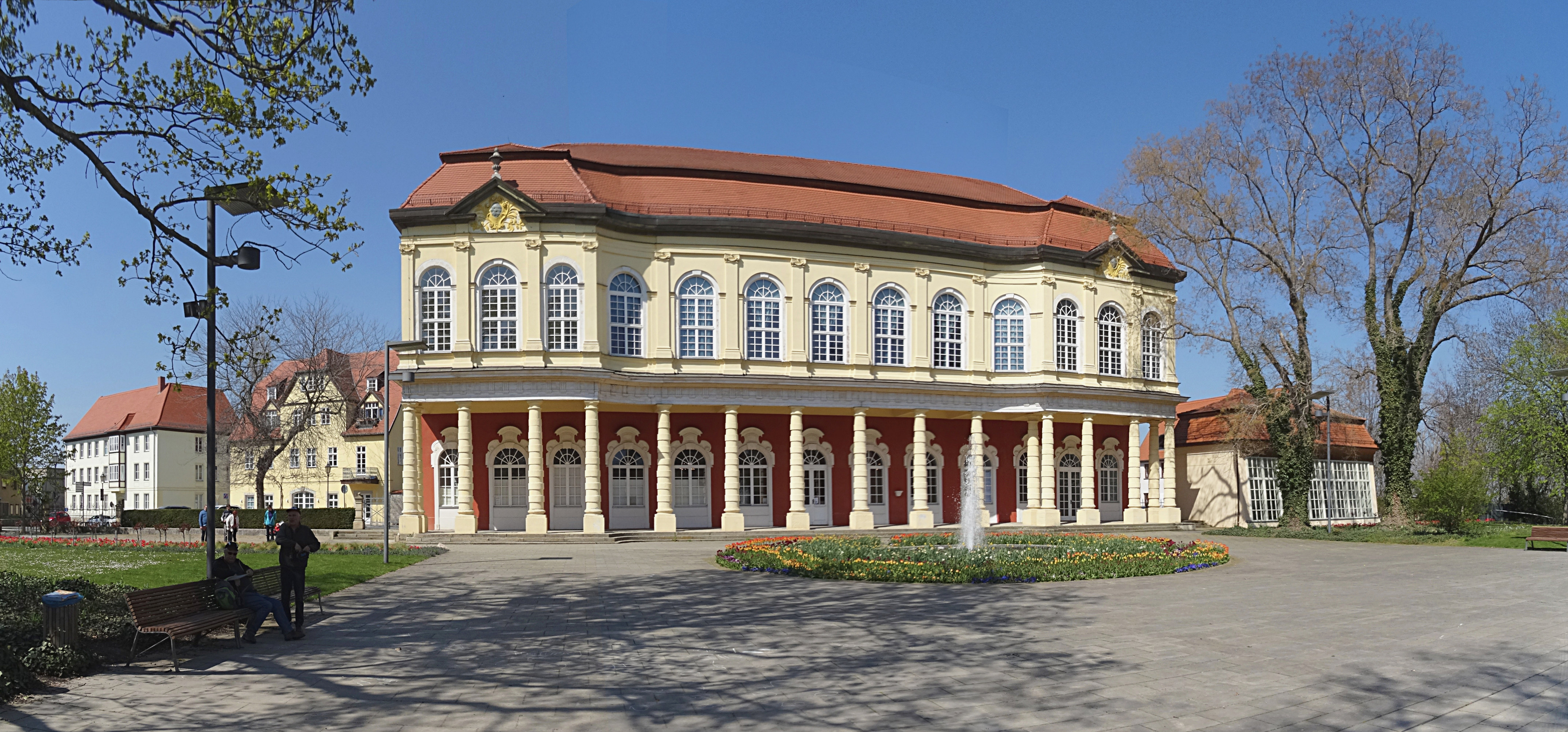
Schlossgartensalon

Lageplan

Das Schloss Merseburg ist ein Schloss im Stil der Renaissance in der Stadt Merseburg in Sachsen-Anhalt. Es war Königspfalz, Bischofssitz und Herzogsresidenz.

## Geschichte
Kaiser Otto I. gründete im Jahre 968 das Bistum Merseburg. Bischof Heinrich von Warin ließ das erste Schloss von 1245 bis 1265 erbauen. Unter Bischof Thilo von Trotha erfolgte etwa 1470 bis 1500 der Neubau des Schlosses als Dreiflügelanlage, wobei der Merseburger Dom einen vierten Flügel bildet.
Bei der Leipziger Teilung im Jahr 1485 wurde Merseburg dem albertinischen Herzogtum Sachsen zugeschlagen. Nach dem Tod des letzten katholischen Bischofs im Jahr 1561 setzte sich auch in Merseburg die Reformation endgültig durch. Das Hochstift Merseburg kam faktisch in den Besitz der Kurfürsten von Sachsen. Bis zum Beginn des 18. Jahrhunderts behielt es aber zur Verwaltung des Landes im Auftrage des Fürsten eine eigene Stiftsregierung. Von 1656 bis 1738 war Merseburg Residenzstadt der Herzöge von Sachsen-Merseburg, einer Sekundogeniturlinie der Albertiner. Als Witwensitz für die Herzoginnen diente das Schloss Delitzsch.
In den Jahren 1604 und 1605 folgten umfassende Erneuerungen unter Melchior Brenner im Auftrag von Administrator Johann Georg I. von Sachsen. Aus dieser Zeit stammt auch der Neptunbrunnen im Innenhof. Der 1661 angelegte Schlossgarten gehört heute zum Netzwerk Gartenträume Sachsen-Anhalt.
Das Schloss wurde im 19. Jahrhundert renoviert und diente ab 1815 als Sitz der preußischen Bezirksregierung. Gegenwärtig ist es Sitz der Kreisverwaltung des Landkreises Saalekreis.
Der im Zweiten Weltkrieg zerstörte Ostflügel wurde bis 1971 originalgetreu wieder aufgebaut.

## Heutige Nutzung

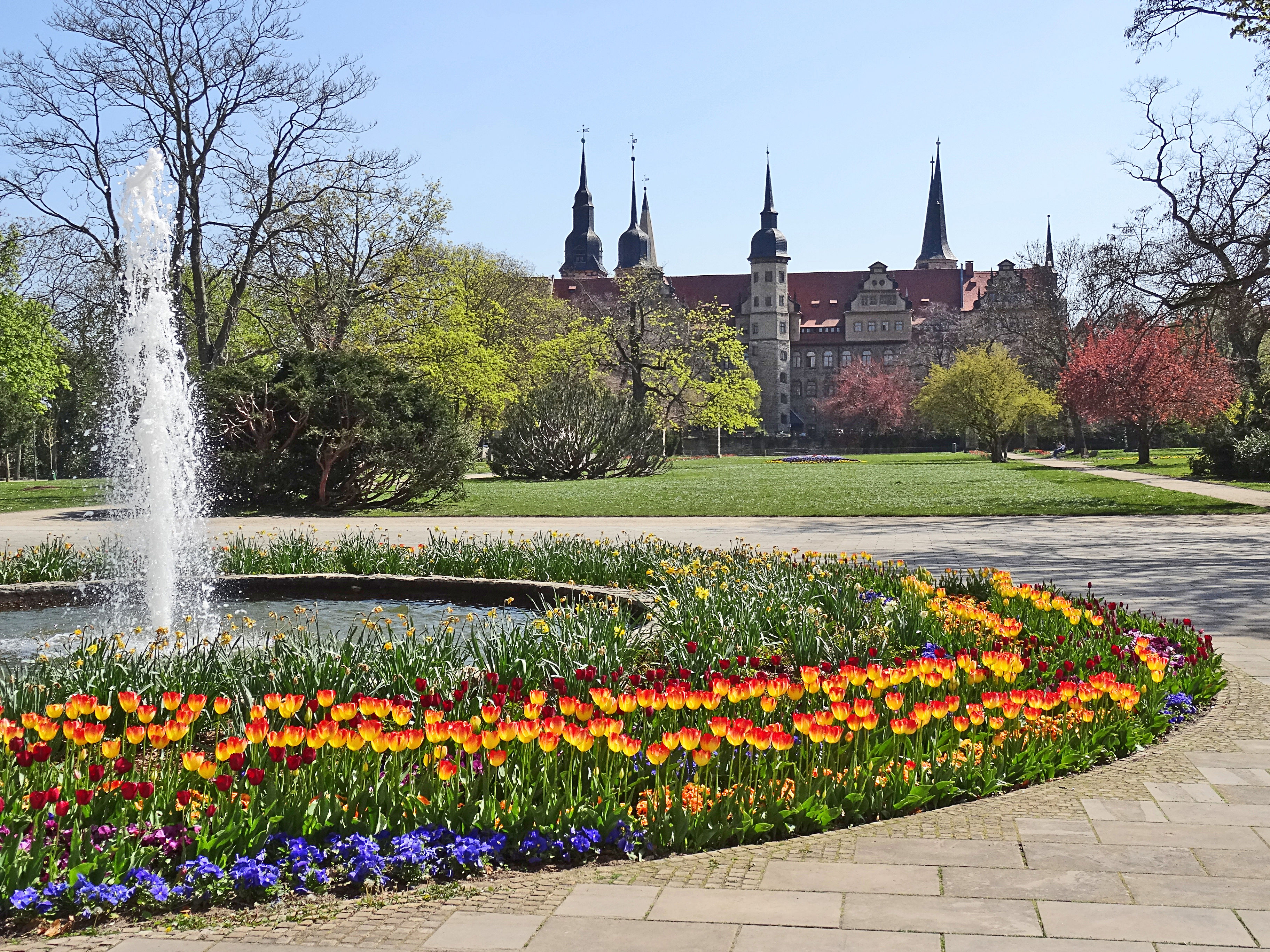
Park und Schloss

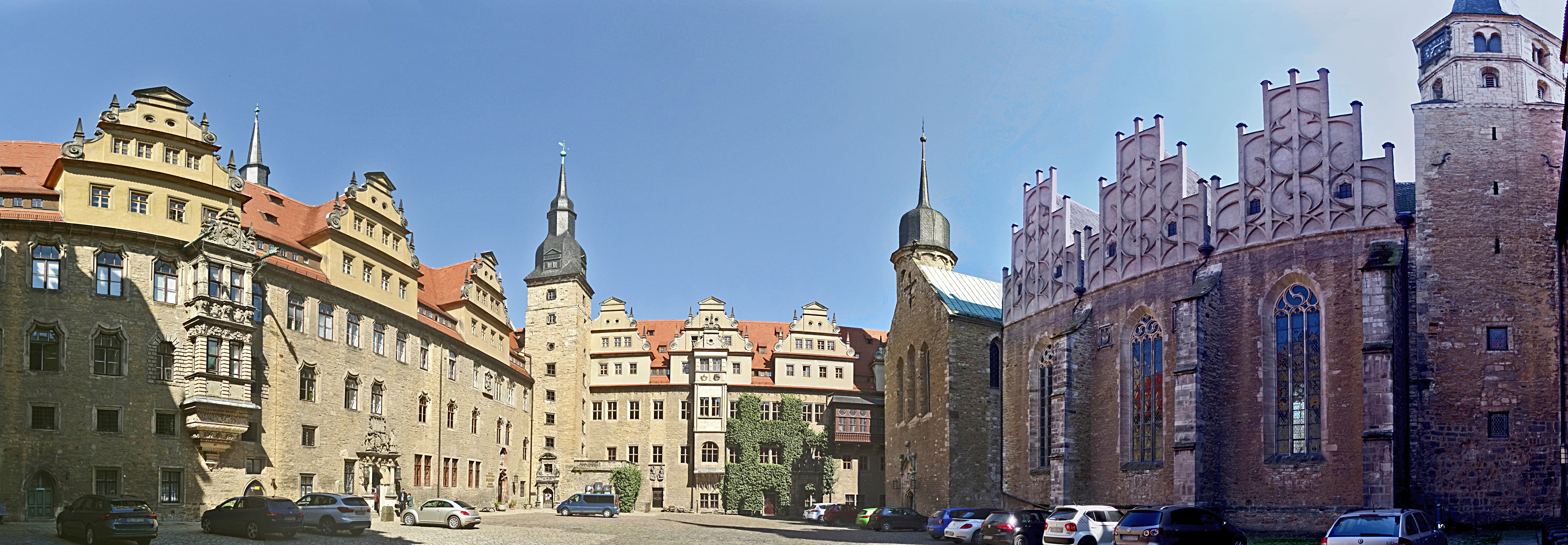
Schlosshof Panorama mit Merseburger Dom (rechts)

Das Schloss Merseburg ist Eigentum des Landkreises Saalekreis. In der historischen Anlage hat heute die Kreisverwaltung ihren Sitz.
Die Besichtigung des Schlosses ist in Führungen möglich, die Außenanlagen des Schlosses sind jederzeit frei zugänglich.
Neben der Kreismusikschule Johann-Joachim Quantz des Saalekreises werden die Gebäude auch vom 1906 gegründeten Kulturhistorischen Museum genutzt. Zu den Dauerausstellungen des Museums gehören „Glasperlarbeiten des 19. und 20. Jahrhunderts“ und „Historische Zündgeräte und Feuerzeuge“.
Das Kulturhistorische Museum, eine Einrichtung des Landkreises Saalekreis, stellt auf 3 Etagen (1800 Quadratmeter) die Geschichte und Entwicklung der Stadt Merseburg von der Ur- und Frühgeschichte bis zur Gegenwart dar. Schwerpunkt wird auf die Darstellung der barocken Residenz der Herzöge Sachsen-Magdeburg gelegt. 
Neben diesem Kernthema findet sich in weiteren Räumen Dauerausstellungen zur Glasperlenarbeit und eine Sammlung an altertümlichen und skurrilen Zündgeräten und Feuerzeugen.
Im April 2013 dienten Teile der Schlossanlage als Kulisse für George Clooneys Film Monuments Men – Ungewöhnliche Helden.

## Trivia
Ewald Adam Gustav Paul Constantin von Ungern-Sternberg ließ ab 1893 eine Kopie des Merseburger Schlosses, den Lindenhof, bei Haapsalu in Estland erbauen. Dieses Schloss ist nie fertiggestellt worden, die Ruine ist erhalten.